# اندیس آنومالی قرچه بلاغ
آنومالی قرچه بلاغ یک اندیس چندفلزی است که در حوالی شهر دیزج استان آذربایجان غربی قرار دارد و مادهٔ معدنی موجود در آن، طلا است.  